# Alec Benjamin
Alec Shane Benjamin (sinh ngày 28 tháng 5 năm 1994) là một nam ca sĩ kiêm sáng tác nhạc người Mỹ đến từ Phoenix, Arizona. Anh được biết đến nhiều nhất với bài hát "Let Me Down Slowly", cũng như được chú ý nhờ những bản thu âm demo của mình. Bên cạnh những dự án hát đơn, Benjamin cũng đạt được thành công trong hoạt động sáng tác nhạc cùng các nghệ sĩ khác, trong đó có thể kể đến lần hợp tác với Jon Bellion trong ca khúc "New York Soul Pt. ii" thuộc album The Human Condition. Anh chịu ảnh hưởng sâu sắc của các nghệ sĩ Eminem, John Mayer, Paul Simon và Ben Gibbard.
Ca khúc "I Built a Friend" của Benjamin được sử dụng làm nhạc nền cho phần thi nhảy đương đại dự tuyển của thí sinh Merrick Hanna trong tập đầu tiên của mùa thứ 12 của chương trình America's Got Talent, phát sóng vào ngày 30 tháng 5 năm 2017. Benjamin lần đầu xuất hiện trên sóng truyền hình Hoa Kỳ khi biểu diễn ca khúc "Let Me Down Slowly" trong chương trình The Late Late Show with James Corden vào ngày 8 tháng 1 năm 2019.
Benjamin cũng được nhiều người biết đến hơn sau khi thực hiện loạt video "Can I Sing For You?", trong đó anh biểu diễn các bài hát tự sáng tác cho khán giả tại các địa điểm công cộng. Loạt video này đã được đăng tải trên các nền tảng truyền thông xã hội và các dịch vụ stream video như YouTube.

## Danh sách đĩa nhạc

### Album phòng thu
| Tựa đề            | Thông tin album                                                                                      | Vị trí xếp hạng cao nhất | Vị trí xếp hạng cao nhất | Vị trí xếp hạng cao nhất | Vị trí xếp hạng cao nhất | Vị trí xếp hạng cao nhất | Vị trí xếp hạng cao nhất |
| Tựa đề            | Thông tin album                                                                                      | Hoa Kỳ                   | Úc                       | Bỉ (VL)                  | Hà Lan                   | Thụy Sĩ                  | Anh Quốc                 |
| ----------------- | --- | ------------------------ | ------------------------ | ------------------------ | ------------------------ | ------------------------ | ------------------------ |
| These Two Windows | - Phát hành: 29 tháng 5 năm 2020 - Nhãn hiệu: Warner - Định dạng: CD, LP, tải kỹ thuật số, streaming | 75                       | 70                       | 99                       | 42                       | 75                       | 52                       |

### Mixtape
| Tựa đề           | Thông tin                                                                                | Vị trí xếp hạng cao nhất | Vị trí xếp hạng cao nhất | Vị trí xếp hạng cao nhất | Vị trí xếp hạng cao nhất | Vị trí xếp hạng cao nhất | Vị trí xếp hạng cao nhất | Vị trí xếp hạng cao nhất | Vị trí xếp hạng cao nhất | Vị trí xếp hạng cao nhất | Chứng nhận                                                       |
| Tựa đề           | Thông tin                                                                                | Hoa Kỳ                   | Mỹ Heat.                 | Bỉ (VL)                  | Canada                   | Đan Mạch                 | Pháp                     | Hà Lan                   | Na Uy                    | Thụy Điển                | Chứng nhận                                                       |
| ---------------- | ---------------------------------------------------------------------------------------- | ------------------------ | ------------------------ | ------------------------ | ------------------------ | ------------------------ | ------------------------ | ------------------------ | ------------------------ | ------------------------ | ---------------------------------------------------------------- |
| America          | - Phát hành: 22 tháng 4 năm 2013 - Nhãn hiệu: White Rope - Định dạng: Tải kỹ thuật số    | —                        | —                        | —                        | —                        | —                        | —                        | —                        | —                        | —                        |                                                                  |
| Narrated for You | - Phát hành: 16 tháng 11 năm 2018 - Nhãn hiệu: Atlantic - Định dạng: Tải kỹ thuật số, LP | 127                      | 3                        | 121                      | 62                       | 10                       | 130                      | 61                       | 5                        | 20                       | - Đan Mạch: Vàng - Na Uy: Bạch kim - Canada: Vàng - Hoa Kỳ: Vàng |

### Các đĩa đơn

#### Nghệ sĩ chính
| Tựa đề                                                                                       | Năm  | Vị trí xếp hạng cao nhất | Vị trí xếp hạng cao nhất | Vị trí xếp hạng cao nhất | Vị trí xếp hạng cao nhất | Vị trí xếp hạng cao nhất | Vị trí xếp hạng cao nhất | Vị trí xếp hạng cao nhất | Vị trí xếp hạng cao nhất | Vị trí xếp hạng cao nhất | Vị trí xếp hạng cao nhất | Chứng nhận | Album                         |
| Tựa đề                                                                                       | Năm  | Hoa Kỳ                   | Úc                       | Bỉ (VL)                  | Canada                   | Đan Mạch                 | Ireland                  | Hà Lan                   | Na Uy                    | Thụy Sĩ                  | Anh Quốc                 | Chứng nhận | Album                         |
| -------------------------------------------------------------------------------------------- | ---- | ------------------------ | ------------------------ | ------------------------ | ------------------------ | ------------------------ | ------------------------ | ------------------------ | ------------------------ | ------------------------ | ------------------------ | --- | ----------------------------- |
| "Paper Crown"                                                                                | 2014 | —                        | —                        | —                        | —                        | —                        | —                        | —                        | —                        | —                        | —                        | | Đĩa đơn không nằm trong album |
| "End of the Summer"                                                                          | 2016 | —                        | —                        | —                        | —                        | —                        | —                        | —                        | —                        | —                        | —                        | | Đĩa đơn không nằm trong album |
| "I Built a Friend"                                                                           | 2017 | —                        | —                        | —                        | —                        | —                        | —                        | —                        | —                        | —                        | —                        | | Đĩa đơn không nằm trong album |
| "Let Me Down Slowly" (hát đơn hoặc hợp tác với Alessia Cara)                                 | 2018 | 79                       | 56                       | 49                       | 6                        | 17                       | 22                       | 6                        | 38                       | 20                       | 31                       | - Hoa Kỳ: 2× Bạch kim - Úc: 2× Bạch kim - Bỉ: Bạch kim - Anh Quốc: Vàng - Đan Mạch: Bạch kim - Na Uy: 2× Bạch kim - Thụy Sĩ: 2× Bạch kim - Canada: 3× Bạch kim | Narrated for You              |
| "Boy in the Bubble"                                                                          | 2018 | —                        | —                        | —                        | —                        | —                        | —                        | —                        | —                        | —                        | —                        | | Narrated for You              |
| "If We Have Each Other"                                                                      | 2018 | —                        | —                        | —                        | —                        | —                        | —                        | —                        | —                        | —                        | —                        | - Hoa Kỳ: Vàng - Canada: Vàng | Narrated for You              |
| "Death of a Hero"                                                                            | 2018 | —                        | —                        | —                        | —                        | —                        | —                        | —                        | —                        | —                        | —                        | | Narrated for You              |
| "Outrunning Karma"                                                                           | 2018 | —                        | —                        | —                        | —                        | —                        | —                        | —                        | —                        | —                        | —                        | | Narrated for You              |
| "1994"                                                                                       | 2018 | —                        | —                        | —                        | —                        | —                        | —                        | —                        | —                        | —                        | —                        | | Narrated for You              |
| "Water Fountain"                                                                             | 2018 | —                        | —                        | —                        | —                        | —                        | —                        | —                        | —                        | —                        | —                        | - Hoa Kỳ: Vàng - Canada: Vàng | Narrated for You              |
| "Must Have Been the Wind"                                                                    | 2019 | —                        | —                        | —                        | —                        | —                        | —                        | —                        | —                        | —                        | —                        | | These Two Windows             |
| "Jesus in LA"                                                                                | 2019 | —                        | —                        | —                        | —                        | —                        | —                        | —                        | —                        | —                        | —                        | | These Two Windows             |
| "Mind Is a Prison"                                                                           | 2019 | —                        | —                        | —                        | —                        | —                        | —                        | —                        | —                        | —                        | —                        | | These Two Windows             |
| "Demons"                                                                                     | 2020 | —                        | —                        | —                        | —                        | —                        | —                        | —                        | —                        | —                        | —                        | | These Two Windows             |
| "Oh My God"                                                                                  | 2020 | —                        | —                        | —                        | —                        | —                        | —                        | —                        | —                        | —                        | —                        | | These Two Windows             |
| "The Book of You & I"                                                                        | 2020 | —                        | —                        | —                        | —                        | —                        | —                        | —                        | —                        | —                        | —                        | | These Two Windows             |
| "Six Feet Apart"                                                                             | 2020 | —                        | —                        | —                        | —                        | —                        | —                        | —                        | —                        | —                        | —                        | | Đĩa đơn không nằm trong album |
| "Match in the Rain"                                                                          | 2020 | —                        | —                        | —                        | —                        | —                        | —                        | —                        | —                        | —                        | —                        | | These Two Windows             |
| "I Built A Friend (2020)"                                                                    | 2020 | —                        | —                        | —                        | —                        | —                        | —                        | —                        | —                        | —                        | —                        | | These Two Windows (Part 2)    |
| "The Way You Felt"                                                                           | 2021 | —                        | —                        | —                        | —                        | —                        | —                        | —                        | —                        | —                        | —                        | | TBA                           |
| "—" chỉ đĩa đơn không xuất hiện trên bảng xếp hạng hoặc không được phát hành tại khu vực đó. |      |                          |                          |                          |                          |                          |                          |                          |                          |                          |                          | |                               |

#### Nghệ sĩ hợp tác
| Tựa đề                                                                                        | Năm  | Album                         |
| --------------------------------------------------------------------------------------------- | ---- | ----------------------------- |
| "New York Soul, Pt. ii" (Jon Bellion hợp tác với Alec Benjamin)                               | 2016 | The Human Condition           |
| "Eyes Blue Like the Atlantic, Pt. 2" (Sista Prod hợp tác với Alec Benjamin, Rxseboy và Powfu) | 2020 | Đĩa đơn không nằm trong album |